# اندی بودل
اندی بودل (انگلیسی: Andy Bodel؛ زادهٔ ۱۲ فوریهٔ ۱۹۵۷) بازیکن فوتبال اهل بریتانیا است.
از باشگاه‌هایی که در آن بازی کرده‌است می‌توان به باشگاه فوتبال آکسفورد یونایتد، باشگاه فوتبال آکسفورد سیتی، و باشگاه فوتبال نورث‌همپتون تاون اشاره کرد.